# 鳴門市企業局
鳴門市企業局（なるとしきぎょうきょく）は、徳島県鳴門市の地方公営企業である。鳴門市において、水道事業、競艇事業を行っている。またかつては旅客自動車運送事業（鳴門市営バス）も行っていた。

## 事業

### 水道事業
- 鳴門市における上水道の給水

### 競艇事業
- 鳴門競艇の開催

## 過去の事業
- 鳴門市営バスの運行